# Liste der Nummer-eins-Hits in Italien (1960)
Diese Liste der Nummer-eins-Hits basiert auf den Charts des italienischen Musikmagazins Musica e dischi im Jahr 1960. Es gab in diesem Jahr elf Nummer-eins-Singles.

## Singles
| | Liste der Nummer-eins-Hits in Italien (M&D) | Liste der Nummer-eins-Hits in Italien (M&D) | Liste der Nummer-eins-Hits in Italien (M&D)                    | 1961 → |
| \| Zeitraum \| Wo. ges. \| Interpret \| Titel Autor(en) \| Zusätzliche Informationen \| \| (Zeitraum, Wochen auf Platz eins, Interpret, Titel, Autor[en], zusätzliche Informationen) \| \| \| \| \| \| ----------------------------------------------------------------------------------------- \| -------- \| ----------------- \| -------------------------------------------------------------- \| ------------------------------------------------------------------------------------------------------------------------------------------------------------------------------------------------ \| \| 1. Woche 1 Woche \| 1 \| Nelson Riddle \| El Degüello Dimitri Tiomkin \| Das Instrumentalstück aus dem Soundtrack von Rio Bravo aus dem Vorjahr fand Ende 1960 auch im Film Alamo Verwendung. \| \| 2.–3. Woche 2 Wochen \| 2 \| Joe Damiano \| Forever Robert P. Marcucci, Peter De Angelis \| Der Sohn italienischer Einwanderer in die USA konnte seinen ersten Hit in Italien landen. \| \| 4. Woche 1 Woche \| 1 \| Neil Sedaka \| Oh! Carol Neil Sedaka, Howard Greenfield \| – \| \| 5.–12. Woche 8 Wochen \| 8 \| Tony Dallara \| Romantica Renato Rascel, Dino Verde \| Das Lied gewann das Sanremo-Festival 1960, dort von Dallara zusammen mit Renato Rascel präsentiert; letzterer trat damit später außerdem beim Eurovision Song Contest 1960 an. \| \| 13.–17. Woche 5 Wochen \| 5 \| Rocco Granata \| Marina Rocco Granata \| Der in Belgien lebende italienische Musiker konnte mit dem Lied einen internationalen Erfolg erzielen. \| \| 18.–23. Woche 6 Wochen (insgesamt 8) \| 8 \| Percy Faith \| Scandalo al sole Max Steiner \| Das Instrumentalthema aus dem Soundtrack des Films Die Sommerinsel war international erfolgreich. \| \| 24.–26. Woche 3 Wochen \| 3 \| Paul Anka \| Puppy Love Paul Anka \| – \| \| 27.–29. Woche 3 Wochen \| 3 \| Sergio Bruni \| Serenata a Margellina Umberto Martucci, Salvatore Mazzocco \| Nachdem das Lied in der Interpretation von Flo Sandon’s und Ruggero Cori das Festival di Napoli 1960 gewonnen hatte, erschienen eine Reihe von Coverversionen; Bruni gelang ein Nummer-eins-Hit. \| \| 30.–31. Woche 2 Wochen (insgesamt 8) \| 8 \| Percy Faith \| Scandalo al sole Max Steiner \| – \| \| 32. Woche 1 Woche \| 1 \| Adriano Celentano \| Impazzivo per te Miki Del Prete, Adriano Celentano, Ezio Leoni \| – \| \| 33.–42. Woche 10 Wochen \| 10 \| Umberto Bindi \| Il nostro concerto Giorgio Calabrese, Umberto Bindi \| – \| \| 43. Woche 1960 – 1. Woche 1961 11 Wochen \| 11 \| Mina \| Il cielo in una stanza Renato Angiolini, Gino Paoli, Mogol \| – \| |                                             |                                             |                                                                | |
| |                                             |                                             |                                                                | → 1961 → |
| Zeitraum | Wo. ges.                                    | Interpret                                   | Titel Autor(en)                                                | Zusätzliche Informationen |
| (Zeitraum, Wochen auf Platz eins, Interpret, Titel, Autor[en], zusätzliche Informationen) |                                             |                                             |                                                                | |
| 1. Woche 1 Woche | 1                                           | Nelson Riddle                               | El Degüello Dimitri Tiomkin                                    | Das Instrumentalstück aus dem Soundtrack von Rio Bravo aus dem Vorjahr fand Ende 1960 auch im Film Alamo Verwendung.                                                                             |
| 2.–3. Woche 2 Wochen | 2                                           | Joe Damiano                                 | Forever Robert P. Marcucci, Peter De Angelis                   | Der Sohn italienischer Einwanderer in die USA konnte seinen ersten Hit in Italien landen. |
| 4. Woche 1 Woche | 1                                           | Neil Sedaka                                 | Oh! Carol Neil Sedaka, Howard Greenfield                       | – |
| 5.–12. Woche 8 Wochen | 8                                           | Tony Dallara                                | Romantica Renato Rascel, Dino Verde                            | Das Lied gewann das Sanremo-Festival 1960, dort von Dallara zusammen mit Renato Rascel präsentiert; letzterer trat damit später außerdem beim Eurovision Song Contest 1960 an.                   |
| 13.–17. Woche 5 Wochen | 5                                           | Rocco Granata                               | Marina Rocco Granata                                           | Der in Belgien lebende italienische Musiker konnte mit dem Lied einen internationalen Erfolg erzielen.                                                                                           |
| 18.–23. Woche 6 Wochen (insgesamt 8) | 8                                           | Percy Faith                                 | Scandalo al sole Max Steiner                                   | Das Instrumentalthema aus dem Soundtrack des Films Die Sommerinsel war international erfolgreich.                                                                                                |
| 24.–26. Woche 3 Wochen | 3                                           | Paul Anka                                   | Puppy Love Paul Anka                                           | – |
| 27.–29. Woche 3 Wochen | 3                                           | Sergio Bruni                                | Serenata a Margellina Umberto Martucci, Salvatore Mazzocco     | Nachdem das Lied in der Interpretation von Flo Sandon’s und Ruggero Cori das Festival di Napoli 1960 gewonnen hatte, erschienen eine Reihe von Coverversionen; Bruni gelang ein Nummer-eins-Hit. |
| 30.–31. Woche 2 Wochen (insgesamt 8) | 8                                           | Percy Faith                                 | Scandalo al sole Max Steiner                                   | – |
| 32. Woche 1 Woche | 1                                           | Adriano Celentano                           | Impazzivo per te Miki Del Prete, Adriano Celentano, Ezio Leoni | – |
| 33.–42. Woche 10 Wochen | 10                                          | Umberto Bindi                               | Il nostro concerto Giorgio Calabrese, Umberto Bindi            | – |
| 43. Woche 1960 – 1. Woche 1961 11 Wochen | 11                                          | Mina                                        | Il cielo in una stanza Renato Angiolini, Gino Paoli, Mogol     | – |

## Jahreshitparade
| | Liste der Nummer-eins-Hits in Italien (M&D)                                          | Liste der Nummer-eins-Hits in Italien (M&D) | Liste der Nummer-eins-Hits in Italien (M&D) | 1961 →   |
| \| Position# \| Singles \| \| --------- \| ------------------------------------------------------------------------------------ \| \| 1 \| Il nostro concerto Umberto Bindi Giorgio Calabrese, Umberto Bindi \| \| 2 \| Scandalo al sole Percy Faith Max Steiner \| \| 3 \| Nessuno al mondo Peppino Di Capri Art Crafer, Jimmy Nebb, Mauro Gioia, Nino Rastelli \| \| 4 \| Personalità Caterina Valente Harold Logan, Lloyd Price, Mauro Gioia, Pinchi \| \| 5 \| Il cielo in una stanza Mina Renato Angiolini, Gino Paoli, Mogol \| \| 6 \| Impazzivo per te Adriano Celentano Miki Del Prete, Adriano Celentano, Ezio Leoni \| \| 7 \| Morgen (One More Sunrise) Eddie Calvert Noel Sherman, Peter Moesser \| \| 8 \| Marina Rocco Granata \| \| 9 \| It’s Time to Cry Paul Anka \| \| 10 \| Words (Parole) Pat Boone C. Notelgnis, James Cavanaugh \| |                                                                                      |                                             |                                             |          |
| |                                                                                      |                                             |                                             | → 1961 → |
| Position# | Singles                                                                              |                                             |                                             |          |
| 1 | Il nostro concerto Umberto Bindi Giorgio Calabrese, Umberto Bindi                    |                                             |                                             |          |
| 2 | Scandalo al sole Percy Faith Max Steiner                                             |                                             |                                             |          |
| 3 | Nessuno al mondo Peppino Di Capri Art Crafer, Jimmy Nebb, Mauro Gioia, Nino Rastelli |                                             |                                             |          |
| 4 | Personalità Caterina Valente Harold Logan, Lloyd Price, Mauro Gioia, Pinchi          |                                             |                                             |          |
| 5 | Il cielo in una stanza Mina Renato Angiolini, Gino Paoli, Mogol                      |                                             |                                             |          |
| 6 | Impazzivo per te Adriano Celentano Miki Del Prete, Adriano Celentano, Ezio Leoni     |                                             |                                             |          |
| 7 | Morgen (One More Sunrise) Eddie Calvert Noel Sherman, Peter Moesser                  |                                             |                                             |          |
| 8 | Marina Rocco Granata                                                                 |                                             |                                             |          |
| 9 | It’s Time to Cry Paul Anka                                                           |                                             |                                             |          |
| 10 | Words (Parole) Pat Boone C. Notelgnis, James Cavanaugh                               |                                             |                                             |          |